# Gilles Meyer
Pour les articles homonymes, voir Meyer.
Gilles Meyer, né le 22 mars 1953 à Metz, est un ancien joueur français de handball évoluant au poste d'arrière gauche. 

## Biographie
Formé à l'ASPTT Metz, il contribue au titre de champion de Nationale II remporté par le club en 1971 alors qu'il a à peine 18 ans. Dès sa première saison dans l'élite, le club atteint la demi-finale du Championnat en 1972. 
Après avoir fait ses classes avec l'équipe de France espoirs, il connaît en 1972 sa première sélection en France A,.
En 1974 et en 1976, Meyer et les Messins atteignent à nouveau la demi-finale. En 1977, les Messins écartent en demi-finale le Stade Marseillais UC (défaite 17-15 à Marseille puis victoire 13-10 à Metz) mais s'inclinent ensuite en finale 15 à 21 face au RC Strasbourg. 
Ainsi qualifié pour la Coupe d'Europe des vainqueurs de Coupe, l'ASPTT Metz atteint la demi-finale de la compétition, profitant de la disqualification en quart de finale du club bulgare du VIF Dimitrov Sofia qui avait aligné un joueur non qualifié.
En 1979, alors qu'il n'a que 26 ans, est considéré comme l’un des meilleurs joueurs de sa génération avec Jean-Louis Legrand et vient d'étrenner sa 79e sélection, il décide de quitter la Métropole et son club de toujours pour Nouméa. Dans les années 1980, il contribue ainsi à populariser le handball en Nouvelle-Calédonie, à la fois en tant que joueur et entraîneur.